# Остров Святого Матвея
Остров Святого Матвея (англ. St. Matthew Island) — остров в южной части Берингова пролива. В административном отношении является частью штата Аляска, США. Открыт экспедицией лейтенанта И. Б. Синдта. Остров не заселён. С 1980 года остров является частью Аляскинского морского национального заповедника.

## География

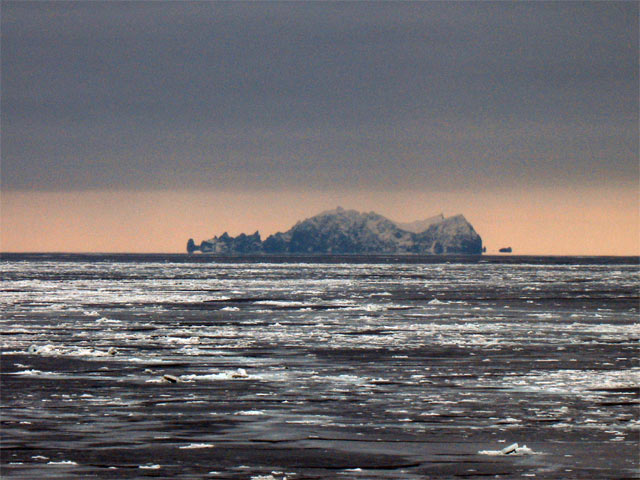
Вид на остров

Карта острова Святого Матвея

Расположен в 310—330 километрах к югу, юго-западу от острова Святого Лаврентия. 43-й по величине остров в США, длина острова — 52 км, площадь — 357,049 км². Наивысшая точка острова — 457 м над уровнем моря, самая северная точка — мыс Слава России, самая восточная точка — мыс Отвесный. К северо-западу от острова Святого Матвея располагается небольшой остров Холл.
Ещё в XIX веке на острове в большом обилии водились белые и голубые песцы, а также белые медведи. Гнездились урилы, ипатки, топорки и чайки. Имелись заросли кустарников: морошка, черника, клюква, брусника. Велась охота на песцов и птиц, которых здесь было множество.

## Интродукция северного оленя
В 1944 году на остров были завезены 29 северных оленей. На протяжении последующих 19 лет их количество увеличивалось со скоростью 32 % в год, достигнув в 1963 году численности 6000 голов. В результате перевыпаса и последовавшего голода за 3 года численность сократилась до 42 голов. В 80-х годах популяция полностью вымерла.

## Топографические карты
- Лист карты P-1,2.  Масштаб: 1 : 1 000 000. Указать дату выпуска/состояния местности.